# Nationaal park Tsitsikamma

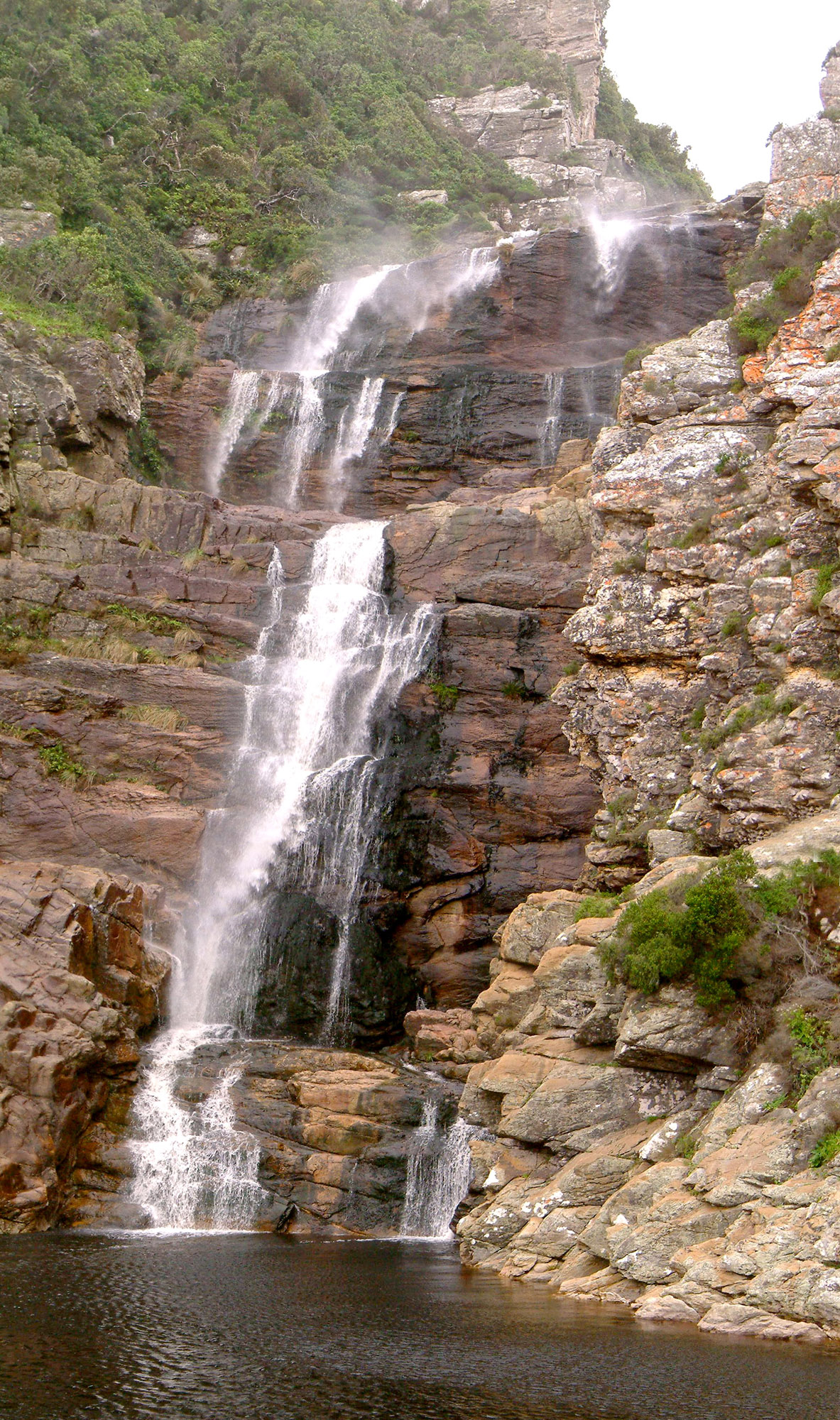
Waterval in Tsitsikamma.

Het Nationaal Park Tsitsikamma is een park nabij Tsitsikamma, Zuid-Afrika. NP Tsitsikamma ligt op de Garden route en staat bekend om de schitterende bossen en adembenemende kustlijn. Het park strekt zich zo'n 80 kilometer langs de kustlijn uit. In de buurt van het park is de Bloukransbrug waarvan van 216 meter gebungeejumpt kan worden.
Op 6 maart 2009 fuseerde het park met het National Wilderness Park, het Knysna National Lake District en andere gebieden om het nieuwe Garden Route National Park te vormen.
Het strekt zich ongeveer 80 kilometer uit langs de kustlijn van de Indische Oceaan. De Bloukransbrug bevindt zich in het gebied van waaruit men 216 meter ver kan springen.
Tsitsikamma betekent 'plaats van veel water'. Het National Tsitsikamma Forest and Sea Coast Park bestaat uit een strook kustlijn van ongeveer 75 km en een apart stuk inheems bos van ongeveer 480 ha aan de Zuid-Kaapse kust tussen Knysna en Humansdorp.
Het hoofddoel van het park is de bescherming van het zeeleven en momenteel is het het enige mariene park in zuidelijk Afrika. Het zeekustpark strekt zich uit van 800 m de zee in tot ongeveer de rand van een helling die direct langs de kust ligt. De regenval varieert tussen ongeveer 913 mm langs de kust en 1 120 mm en hoger op het plateau, en talrijke beken en rivieren stromen over of door de helling naar de zee.
De gecombineerde verblijfsfaciliteiten van de twee parken bestaan uit ongeveer 210 bedden in huizen en ongeveer 170 campings. De vegetatie van het zeekustpark bestaat uit typisch Zuid-Kaapse fynbos en bossen, variërend van droge struiken tot vochtige bossen..
Het bospark bestaat grotendeels uit vochtig tot nat bos. Ongeveer 250 soorten vogels en een verscheidenheid aan zoogdieren zijn al geregistreerd in het park, en het zeekustpark is vooral beroemd om de otters die daar in de zee leven. In de zee wordt een grote verscheidenheid aan grotendeels ongewervelde dieren aangetroffen en het leven in de zee is bijzonder interessant omdat er zowel warm- als koudwatervormen zijn en sommige organismen zijn beperkt tot deze overgangszone tussen de warme Agulhasstroom en de koude Benguelastroom.